# Cyprus op het Eurovisiesongfestival 1994
Cyprus nam deel aan het Eurovisiesongfestival 1994 in Dublin, Ierland. Het was de 13de deelname van het land op het Eurovisiesongfestival. De CyBC was verantwoordelijk voor de Cypriotische bijdrage voor de editie van 1994.

## Selectieprocedure
Net zoals het voorbije jaar koos men ervoor om via een nationale finale de kandidaat en het lied aan te duiden voor het festival.
Het festival vond plaats op 18 maart 1994 in het International Conference Centre in Nicosia.
In totaal deden 8 liedjes mee aan de nationale finale.
De winnaar werd gekozen door een internationale jury
| Volgorde | Artiest              | Lied                 | Punten | Plaats |
| -------- | -------------------- | -------------------- | ------ | ------ |
| 1        | Evridiki             | Ime anthropos ki ego | 103    | 1ste   |
| 2        | Marietta Mitsidou    | " Ela ksana"         | 89     | 2de    |
| 3        | Panos Panayi         | " I agapi nika"      | 41     | 6de    |
| 4        | Christina Argyri     | "Ksafnika"           | 67     | 3de    |
| 5        | Miranda Zografou     | " Mia gi"            | 55     | 4de    |
| 6        | Gregory Kerian       | "Tora"               | 33     | 8ste   |
| 7        | Joseph Christodoulou | "Stamata ton chrono" | 34     | 7de    |
| 8        | Maria Aristofanous   | "Vradia adiana"      | 46     | 5de    |

## In Dublin
In Zweden trad Cyprus als 4de van 25 landen aan, na Ierland en voor IJsland. Het land behaalde een 11de plaats met 51 punten. 
Men ontving 1 keer het maximum van de punten.
België nam niet deel in 1994 en Nederland had geen punten over voor deze inzending.

### Gekregen punten

#### Finale
| 12 punten                      | 10 punten | 8 punten              | 7 punten                | 6 punten |
| ------------------------------ | --------- | --------------------- | ----------------------- | -------- |
| - Griekenland                  | - Finland |                       |                         |          |
| 5 punten                       | 4 punten  | 3 punten              | 2 punten                | 1 punt   |
| - Noorwegen - Polen - Portugal | - Spanje  | - Frankrijk - IJsland | - Rusland - Zwitserland |          |

### Punten gegeven door Cyprus

#### Finale
Punten gegeven in de finale:
| 12 punten | Griekenland         |
| 10 punten | Noorwegen           |
| 8 punten  | Ierland             |
| 7 punten  | Oostenrijk          |
| 6 punten  | Duitsland           |
| 5 punten  | Verenigd Koninkrijk |
| 4 punten  | Frankrijk           |
| 3 punten  | Rusland             |
| 2 punten  | Malta               |
| 1 punt    | Polen               |

1981 · 1982 · 1983 · 1984 · 1985 · 1986 · 1987 · 1988 · 1989 · 1990 · 1991 · 1992 · 1993 · 1994 · 1995 · 1996 · 1997 · 1998 · 1999 · 2000 · 2001 · 2002 · 2003 · 2004 · 2005 · 2006 · 2007 · 2008 · 2009 · 2010 · 2011 · 2012 · 2013 · 2014 · 2015 · 2016 · 2017 · 2018 · 2019 · 2020 · 2021 · 2022 · 2023 · 2024 · 2025